# ایوان سائنکو
ایوان سائنکو (روسی: Иван Иванович Саенко؛ زادهٔ ۱۷ اکتبر ۱۹۸۳) بازیکن فوتبال اهل روسیه بود.
از باشگاه‌هایی که در آن بازی کرده‌است می‌توان به باشگاه فوتبال کارلسروهه، باشگاه فوتبال نورنبرگ، و باشگاه فوتبال اسپارتاک مسکو اشاره کرد.
وی همچنین در تیم‌های ملی فوتبال زیر ۲۱ سال روسیه و روسیه بازی کرده‌است.